# Jamarca Sanford
Jamarca Deshaun Sanford (Batesville, 27 agosto 1985) è un giocatore di football americano statunitense che gioca nel ruolo di safety per i New Orleans Saints della National Football League (NFL). Scelto dai Minnesota Vikings al 7º giro del Draft NFL 2009 come 231º assoluto, al college aveva precedentemente giocato a football presso l'Università del Mississippi.

## Carriera universitaria
Dopo aver messo su numeri importanti ai tempi della South Panola High School, Sanford scelse nel 2004 gli Ole Miss Rebels come squadra di college. Il primo anno lo trascorse come redshirt senza mai scendere in campo, mentre già a partire dal 2005 fu titolare e in 4 anni disputò 44 gare di stagione regolare partendo sempre da titolare: 11 (di cui le prime 7 come strong safety e le ultime 4 come linebacker) nel 2006, suo anno da sophomore, 10 nel 2007 come junior (tutte come safety), 13 nel 2008, anno in cui divenne anche capitano della squadra del Mississippi.

## Carriera professionistica

### Minnesota Vikings
Sanford fu selezionato dai Vikings al 7º giro come 231a scelta assoluta del Draft NFL 2009, seguendo così le orme del cugino Dwayne Rudd che 12 anni prima venne selezionato dai Vikings al 1º giro del Draft NFL 1997 come 20º assoluto, siglando il contratto a fine giugno, primo delle 5 scelte di Minnesota al Draft.
Nei suoi primi due anni Sanford, che era riserva di Madieu Williams, giocò in 26 partite su 32 di stagione regolare, pur scendendo in campo come titolare appena 3 volte. In queste due stagioni Sanford mise assieme 51 tackle (di cui 40 da solo), 1 sack, 1 fumble forzato ed 1 fumble recuperato. Nel 2011 e 2012 invece, complice l'addio di Williams e la conseguente investitura a safety titolare, i suoi numeri incrementarono sensibilmente: scese in campo 31 volte su 32 di cui 28 da titolare, mise a segno 141 tackle (di cui 98 da solo), 2 intercetti, 5 fumble forzati e 2 fumble recuperati.
Il 14 marzo del 2013 Sanford firmò un rinnovo contrattuale che prevedeva un'estensione di 2 anni a 5 milioni di dollari, tuttavia l'8 settembre 2014 fu svincolato dai Vikings con la formula dell'injury settlement che gli avrebbe permesso di essere ingaggiato nel corso della stagione 2014 da un'altra squadra nonostante i Vikings l'avessero inizialmente inserito nella lista degli infortunati, che per regolamento relega un giocatore in infermeria per tutto l'arco della stagione.

### Washington Redskins
Il 29 settembre 2014 fu ingaggiato dai Washington Redskins ma venne svincolato il 26 ottobre, dopo aver preso parte a 3 partite durante le quali mise a referto solo 2 tackle.

### New Orleans Saints
L'11 novembre fu ingaggiato dai New Orleans Saints. Con la franchigia della Big Easy, Sanford prese parte ad altre 6 partite della stagione regolare 2014, partendo 2 volte come titolare e totalizzando altri 14 tackle.

## Vittorie e premi
Nessuno

## Statistiche
| Partite totali             | 79  |
| Partite totali da titolare | 46  |
| Tackle totali              | 283 |
| Sack                       | 1,0 |
| Intercetti                 | 2   |
| Fumble forzati             | 8   |
| Fumble recuperati          | 5   |

Statistiche aggiornate alla stagione 2014